# Urias, filho de Semaías
Urias, filho de Semaías, de Quiriate-Jearim, foi um profeta de Deus, executado a mando do rei Jeoaquim.
Seu nome, Urias, significa o Senhor é a minha luz.
Em 609 a.C., Urias, profetizando em nome de Deus, repetiu as palavras de Jeremias, contra a cidade de Jerusalém e a terra de Judá. O rei Jeoaquim e seus principais homens ouviram suas palavras, e quiseram matá-lo, mas ele fugiu para o  Egito.
Jeoaquim enviou seus homens ao Egito, chefiados por Elnatã, filho de Acbor, e o trouxeram de volta, para o rei, que o mandou executar à espada, sendo seu corpo jogado nas sepulturas da plebe. Jeoaquim era vassalo do Egito, o que tornava fácil trazer de volta um homem acusado de traição.
Jeremias escapou de ser morto por causa de Aicão, filho de Safã.
De acordo com Carl Friedrich Keil e Franz Delitzsh, esta história foi introduzida no livro de Jeremias para mostrar o grande perigo que o profeta corria.